# Yamaha YZF-R125
Yamaha YZF-R125 är en 125 kubiks motorcykel från Yamaha. Första modellen av R125:an lanserades 2008. Till utseendet är den relativt lik de större och mer kraftfulla modellerna från Yamaha. Detta beror troligen på att den är designad av samma ingenjörer som skapat "storasyskonen" YZF-R6 och YZF-R1. Den har likt många andra fordon från Yamaha bromsar tillverkade av det italienska företaget Brembo.
Motorcykeln klassas som lätt-MC i Sverige. Den är högvarvig med direkt bränsleinsprutning. Motorn är på 15 hk och byggd som original. Den finns i flera färger: röd, gul, blå, vit, grå och svart.